# Jagdschloss Oberhof

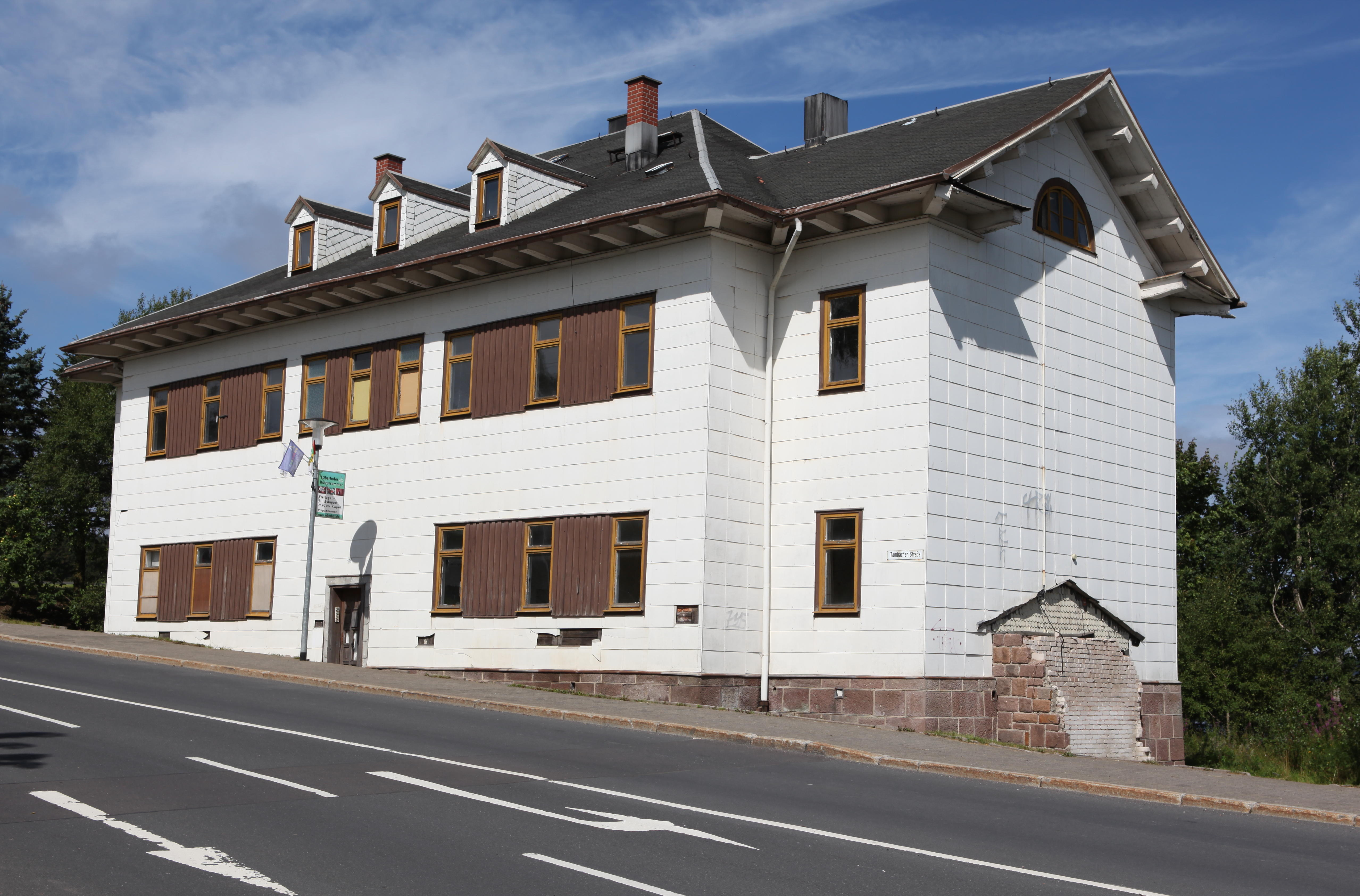
Das Jagdschloss (2011), abgerissen 2020

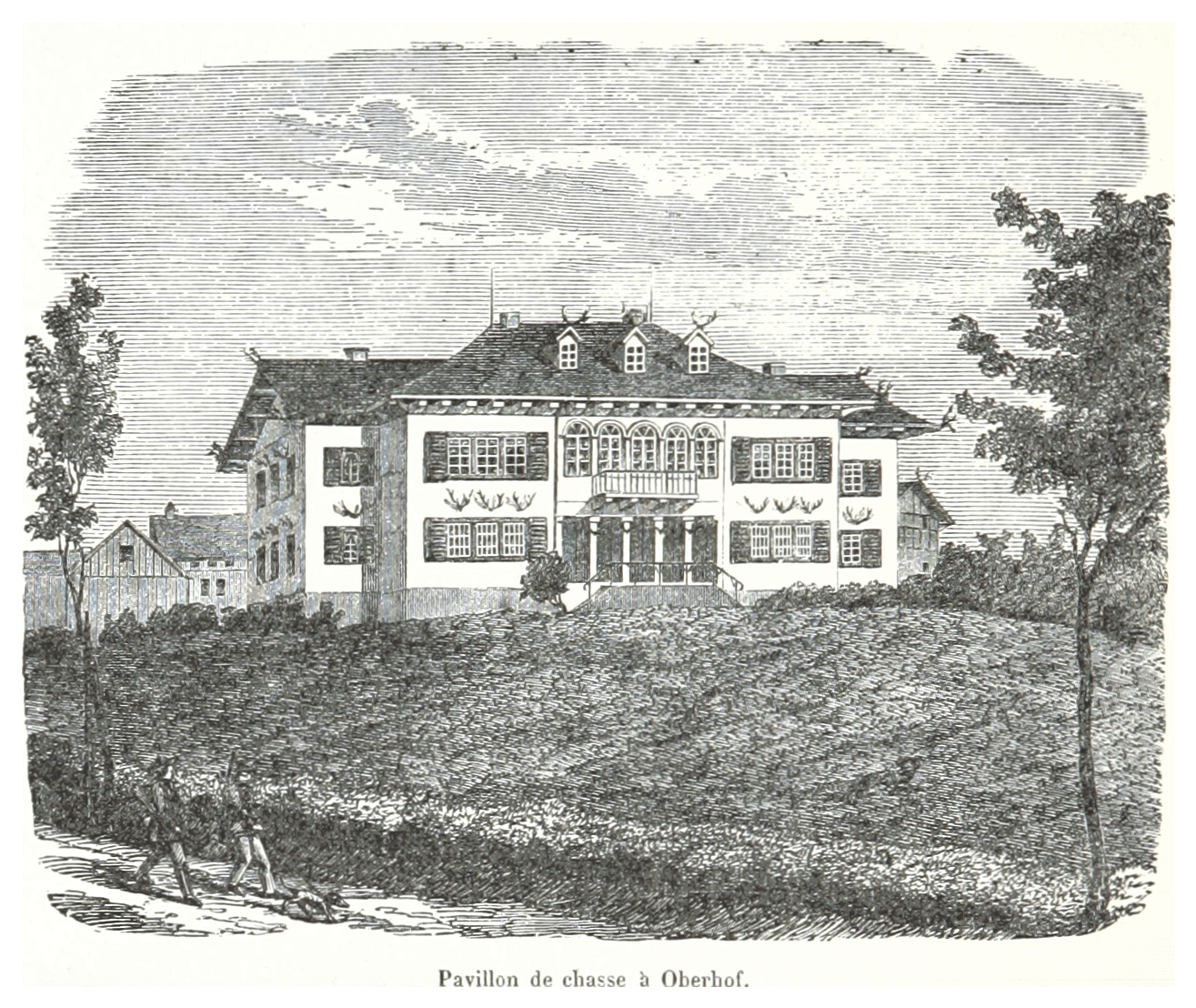
Das Jagdschloss (1862)

Das Jagdschloss Oberhof befand sich in der Landstadt Oberhof im Landkreis Schmalkalden-Meiningen in Thüringen.

## Geschichte

### Vorgängerbauten
Bereits 1616 ließ Herzog Johann Ernst I. (Sachsen-Weimar) bei Oberhof im Amt Schwarzwald ein Jagdschloss auf dem Grundstück eines fürstlichen Hauses mit acht Gemächern auf der „Wiese dabei“ errichten. Das neue Schloss war von einem viereckigen Wall umgeben. Ab sofort hielt der Weimarer Hof hier zweimal im Jahr große Hofjagden. 1634 brannte dieses Gebäude ab. Nachdem das Amt Schwarzwald 1640 an das neu gegründete Herzogtum Sachsen-Gotha gefallen war, wurde erst nicht an einen Wiederaufbau gedacht. Dafür baute Herzog Ernst der I. ein fürstliches Haus in Oberhof.
Diese Bauten führte sein Enkel Herzog Friedrich II. durch. 1717 kam noch ein fürstlicher Geleitshof für Jagdgäste hinzu.

### Das herzogliche Jagdschloss
Von 1830 bis 1832 ließ Herzog Ernst I. einen Neubau errichten. Dies stand in Zusammenhang mit dem zeitgleichen Bau einer Straße von Gotha nach Coburg, die den Kamm des Thüringer Waldes bei Oberhof querte. Herzog Ernst II. war meist im Herbst zur Jagd anwesend. Innen und außen war das Gebäude mit weit über zweihundert Jagdtrophäen geschmückt. 1839 waren der sächsische König Friedrich August II. sowie zehn weitere Fürsten und Prinzen zu Gast im Jagdschloss. Im Dreikaiserjahr 1888 weilten die kaiserlichen Prinzen (Wilhelm von Preußen (1882–1951), Eitel Friedrich von Preußen, Adalbert von Preußen (1884–1948), August Wilhelm von Preußen (1887–1949)) als Gast des Herzogshauses für mehrere Wochen im Jagdschloss.
1926 erfolgte der Umbau zum Offiziersheim.
Das Schloss wurde zu DDR-Zeiten als Wohnhaus genutzt und stand seit den 1990er Jahren leer. Nach einem Brand und dem Wasserschaden durch das Löschwasser (2002) erfolgte in den Jahren 2006 und 2007 ein Rückbau der Wohnungen. Die Stadt Oberhof als Eigentümer beauftragte 2012 die Landesentwicklungsgesellschaft Thüringen, einen Käufer und Investor für das Gebäude zu finden.
Das Herzogliche Jagdschloss war aufgrund seines Bauzustandes und Erscheinungsbildes nicht als Kulturdenkmal eingestuft worden. 2020 wurde das Gebäude für den Hotelneubau The Grand Green abgebrochen.